# Théobald de Soland
Théobald de Soland, né le 1er décembre 1821 à Angers (Maine-et-Loire) et mort le 8 mars 1906 à Faveraye-Mâchelles (Maine-et-Loire), est un homme politique français.
Docteur en droit en 1847, il est magistrat à Angers. D'abord substitut en 1851, il devient substitut général en 1855 puis conseiller à la Cour d'Appel en 1863. Il est conseiller général du canton de Thouarcé en 1870 et député de Maine-et-Loire de 1876 à 1898. Il siège à droite, sur les bancs légitimistes.

## Sources
- « Théobald de Soland », dans Adolphe Robert et Gaston Cougny, Dictionnaire des parlementaires français, Edgar Bourloton, 1889-1891 [détail de l’édition]
- « Théobald de Soland », dans le Dictionnaire des parlementaires français (1889-1940), sous la direction de Jean Jolly, PUF, 1960 [détail de l’édition]